# Eudimorphodon
Eudimorphodon je bio rod pterosaura kojeg je Mario Pandolfi otkrio u blizini Bergamina (Italija) 1973. godine, a iste godine ga je opisao Rocco Zambelli. Gotovo potpuni skelet pronađen je u škriljcu nataloženom tijekom kasnog trijasa (srednji do kasni norij), što je Eudimorphodona tada činilo najstarijim pronađenim pterosaurom. Imao je raspon krila od oko 100 cm, a na kraju svog dugog koštanog repa možda je imao "zakrilce" u obliku dijamanta, kao i kasniji Rhamphorhynchus. Ako je to točno, onda mu je ono možda pomagalo pri usmjeravanju u zraku. Eudimorphodon je poznat iz nekoliko skeleta, uključujući i neodrasle primjerke.
Eudimorphodon je veliki pterosaur pokriven tamnosmeđom dlakom. Ima kratak vrat s povećom glavom s malim očima i kljunom punim oštrih zuba za lovljenje ribe. Krila su veća od 2 metra i na njima se vide krvne žilice. Noge su kratke i imaju tri prsta s oštrim kandžama. Rep mu je dug, a na kraju repa se nalazi kožno jedrilce.

## Zubi i ishrana
Eudimorphodon je pokazivao snažnu diferencijaciju zuba, po čemu je i dobio naziv (od starogrčkog: "pravi dimorfni zub"). Njihov broj je također bio velik: 110 zuba gusto zbijenih u čeljust dugu samo šest centimetara. Prednji dio čeljusti bio je ispunjen očnjacima, u gornjoj po četiri na svakoj strani, a u donjoj po dva, koje je iznenada zamjenjivao niz manjih zuba s više vrhova, 25 u gornjoj čeljusti, 26 u donjoj; većina ih je imala pet vrhova, a ostali tri ili četiri.
Morfologija njegovih zuba ukatuje na ishranu ribama, što je potvrdila očuvana sadržina stomaka jednog primjerka iz roda Parapholidophorus. Mladi Eudimorphodoni su imali malo drugačiji raspored zuba i manji broj istih, pa su se možda više hranili insektima. Gornji i donji zubi Eudimorphodona dolazili su u međusobni kontakt kada su čeljusti bile zatvorene, naročito u stražnjem dijelu čeljusti. Njegov nivo preklapanja zuba bio je najveći među pterosaurima. Kao što je već spomenuto, zubi su imali više vrhova, te njihova istrošenost pokazuje da je Eudimorphodon mogao žvakati hranu u određenoj mjeri. Istrošenost strana zuba također navodi na zaključak da se Eudimorphodon hranio i beskičmenjacima s čvrstim ljušturama.

## Filogenija i klasifikacija
Unatoč tome što se pojavio vrlo rano, Eudimorphodon je imao vrlo mali broj primitivnih osobina, što ga kao takson čini gotovo beskorisnim pri utvrđivanju gdje na evolutivnom stablu gmazova pterosauri točno pripadaju. Međutim, među njegove primitivne osobine spadaju zadržavanje pterigoidnih zuba i pokretljivost repa, koji nema dugačke ukrućujuće produžetke pršljenova koje su posjedovali ostali pterosauri s dugim repom. Nedostatak fosila ranih pterosaura uzrok je zagonetnosti njihovog porijekla - različiti Znanstvenici su smatrali da su oni povezani s dinosaurima, arhosauriformima ili prolacertiformima.
Sa standardnom hipotezom da su pripadnici taksona Dinosauromorpha srodnici pterosaura, s većim taksonom Ornithodira koji sadrži obje te grupe, Eudimorphodon također nije od pomoći pri utvrđivanju srodstva unutar Pterosauria, zato što bi se njegovi zubi s više vrhova tada trebali smatrati jako naprednima, za razliku od zuba s jednim vrhom (koje su imali jurski pterosauri), i snažnim pokazateljem da Eudimorphodon nije bio u bliskom srodstvu s pretkom kasnijih pterosaura. Umjesto toga, vjeruje se da je bio pripadnik jedne specijalizirane grane, Campylognathoididae, koja se odvojila od glavne evolutivne linije pterosaura.

## Otkriće i vrste
Unutar roda Eudimorphodon trenutno su priznate dvije vrste. Tipičnu vrstu, E. ranzii, prvi je opisao Zambelli 1973. godine. Ona se zasniva na holotipnom primjerku MCSNB 2888. Naziv vrste dat joj je u čast profesora Silvija Ranzija. Drugoj vrsti, E. rosenfeldi, naziv je 1995. dao Dalla Vecchia na osnovu dva primjerka pronađena u Italiji. Međutim, daljnja istraživanja, koja je proveo Dalla Vecchia, pokazala su da ta vrsta zapravo predstavlja drugi rod, kojem je 2009. dao naziv Carniadactylus. Priznaje se još jedna vrsta: E. cromptonellus, koju su Jenkins i kolege opisali 2001. godine. Ona se zasniva na mladom primjerku (MGUH VP 3393) s rasponom krila od samo 24 cm, koji je tijekom ranih devedesetih pronađen na Grenlandu. Naziv vrste dat joj je u čast profesora Alfreda W. Cromptona; naziv je u deminutivu zbog male veličine primjerka.
U grupi Dockum u zapadnom Texasu su 1986. pronađeni fosilizirani fragmenti čeljusti, uključujući i zube s više vrhova. Jedan fragment donje čeljusti sadržavao je dva zuba, s po pet vrhova. Fragment gornje čeljusti također je sadržavao nekoliko zuba s više vrhova. Ti primjerci vrlo su slični onima kod Eudimorphodona i mogli bi se pripisati tom rodu, iako je to nemoguće sigurno odrediti bez boljih fosilnih ostataka.

## U popularnoj kulturi
- Eudimorphodon je prikazan u jednoj epizodi emisije Animal Armageddon, gdje je opisan kao stvorenje slično galebu, koje se hranilo ribama i strvinama.